# Чувајте ми песме
„Чувајте ми песме“ је албум Мирослава Илића из 1998. године. На њему се налазе следеће песме:
1. Лидија
2. За другога руже цветају
3. Ајде Дано, моја рано
4. Чувајте ми песме
5. Болеће ме, болеће
6. Да л' би ми помогла
7. Ноћас рај, јутрос крај
8. Плави анђеле
9. Сетиш ли се некад мене
10. Грешница